# The Decoy (film 1916 Garwood)
The Decoy è un cortometraggio muto del 1916 diretto e interpretato da William Garwood.

## Produzione
Il film fu prodotto dall'Independent Moving Pictures Co. of America (IMP)

## Distribuzione
Distribuito dall'Universal Film Manufacturing Company, uscì nelle sale cinematografiche USA il 19 ottobre 1916.